# Mistrzostwa Polski w Biathlonie 1991
25. Mistrzostwa Polski w biathlonie odbyły się w 1991 w Dusznikach-Zdrój. Rozegrano sześć konkurencji: trzy konkurencje męskie: bieg indywidualny na dystansie 20 kilometrów, bieg sprinterski na dystansie 10 kilometrów i sztafetę 4 x 7,5 kilometrów oraz trzy konkurencje kobiece: bieg indywidualny na dystansie 15 kilometrów, bieg sprinterski na dystansie 7,5 km i pierwszy raz w historii sztafetę 3 x 7,5 kilometrów.

## Terminarz i medaliści
| Data | Konkurencja                | Złoto                                                                    | Srebro                                                                | Brąz                                                        |
| 1991 | Bieg indywidualny mężczyzn | Jan Wojtas Górnik Wałbrzych                                              | Jan Ziemianin Dynamit Chorzów                                         | Zbigniew Filip Górnik Wałbrzych                             |
| 1991 | Bieg sprinterski mężczyzn  | Krzysztof Sosna Dynamit Chorzów                                          | Jan Wojtas Górnik Wałbrzych                                           | Paweł Białoń Dynamit Chorzów                                |
| 1991 | Bieg sztafetowy mężczyzn   | Górnik Wałbrzych Piotr Pluta Dariusz Kozłowski Jan Wojtas Zbigniew Filip | ?                                                                     | ?                                                           |
| 1991 | Bieg indywidualny kobiet   | Krystyna Liberda Dynamit Chorzów                                         | Helena Mikołajczyk Dynamit Chorzów                                    | Zofia Kiełpińska Dynamit Chorzów                            |
| 1991 | Bieg sprinterski kobiet    | Halina Pitoń Dynamit Chorzów                                             | Zofia Kiełpińska Dynamit Chorzów                                      | Krystyna Liberda Dynamit Chorzów                            |
| 1991 | Bieg sztafetowy kobiet     | Dynamit Chorzów Agata Suszka Halina Pitoń Helena Mikołajczyk             | Dynamit Chorzów Krystyna Liberda Agnieszka Szczepaniak Beata Zielonka | Dynamit Chorzów Małgorzata Fatla Józefa Fatla Jadwiga Fatla |